# Tatiana (cantora)
Tatiana Palacios Chapa (Pensilvânia, 12 de dezembro de 1968) é uma atriz e cantora mexicana nascida nos Estados Unidos.

## Discografia

### Pop
- Tatiana (1984)
- Chicas de Hoy (1986)
- Baila Conmigo (1987)
- Un Lobo en la Noche (1988)
- Las Cosas Qué He Visto (1989)
- Vientos en Libertad (1990)
- Leyes del Corazón (1992)
- Un Alma Desnuda (1994)
- Acústico (álbum) (2005)
- Reencuentro Conmigo (2014)

### Infantil
- ¡Brinca! (1995)
- Brinca II (1996)
- Navidad con Tatiana (1996)
- Sigue la Magia (1997)
- Navidad Mágica (1997)
- Superfantástico (1998)
- Vamos a Jugar (1999)
- Feliz Navidad (1999)
- Acapulco Rock (2000)
- Los Mejores Temas de las Películas de Walt Disney Vol. 1 (2002)
- Los Mejores Temas de las Películas de Walt Disney Vol. 2 (2003)
- El Regalo (2003)
- El Regalo 2 (2005)
- Aventuras en Tatilandia (2006)
- Tu Regalo de Navidad (2006)
- Espapirifáctico (2007)
- Te Quiero (2009)
- El Mundo De Tatiana (2011)

## Filmografia

### Televisão
- Valentina (1992)
- Ringling Bros. And Barnum And Bailey Circus (1996)
- El Espacio De Tatiana (1997)
- Amy, la niña de la mochila azul (2004)
- El Show De Tatiana (2012) ( Versão do Xou da Xuxa)

### Cinema
- Un Sábado Más (1984)
- Vacaciones de terror 2 (1989)
- Pesadilla Fatal (1992)
- Hércules (1997)
- Sammy En El Pasaje Secreto (2011)

## Videografia
- El Patio De Mi Casa (1996)
- Navidad Con Tatiana (1997)
- Un Milagro En Navidad (2000)
- Pim Pon (2001)
- Los Mejores Video Clips "Tatiana" (2003)
- Los Mejores Video Clips "Tatiana en El Patio De Mi Casa" (2003)
- El Regalo (2005)
- Los Videos 2006 (2006)
- Tatiana en La Arena Monterrey (2007)
- Espapirifáctico Tour 2008 (2009)
- Los Videos 2010 (2010)
- Los Videos 2010 - Te Quiero (2011)

### Campanhas
- Paternidad Responsable 1986
- Di No a las Drogas y Sí a la Vida 1987 – 1990
- Ecología: Sembremos Árboles 1988 – 1990
- Siembra Un Árbol Por La Vida 1998
- El Teletón 1998 – 2009
- Gift Of Hope 1998